# Уді (присілок)
Уді́ (рос. Уди) — присілок в Кезькому районі Удмуртії, Росія.
Населення — 79 осіб (2010; 129 в 2002).
Національний склад станом на 2002 рік:
- удмурти — 91 %

Урбаноніми:
- вулиці — Ключова, Нагірна, Центральна